# الكلية التقنية الهندسية (كركوك)
الكلية التقنية كركوك هي من الكليات العراقية التابعة لهيئة التعليم التقني في العراق سابقا وبعد ان تم تقسيم هيئة التعليم التقني إلى اربع جامعات أصبحت منضوية تحت (الجامعة التقنية الشمالية) تقع الكلية في محافظة كركوك.

## تاسيسها

### نبذه مختصرة عن الكلية
تأسست الكلية التقنية الهندسية (كركوك) سنة 1998م وكانت تضم في حينها أربعة اقسام علمية للدراسة الصباحية ومثلها للدراسة المسائية وكانت تتالف من بناية واحدة من ثلاث طوابق مخصصة سابقا للاقسام الداخلية وتم تحويرها وجعلها كبناية للعمادة والاقسام العلمية والقاعات الدراسة والمختبرات الطبية.

## عمداء الكلية
1. د.سعاد حسن دانوك (1998-2003).
2. د.فكرت عادل عبد المجيد (2003-2013).
3. د سامي رضا اسلان (2013- لحد الآن).

## الاقسام الهندسية
1. قسم هندسة تقنيات البيئة والتلوث.
2. قسم هندسة تقنيات الحاسوب
3. قسم هندسة تقنيات الوقود والطاقة
4. قسم هندسة تقنيات ميكانيك القوى
5. قسم هندسة تقنيات المساحة

## وصلات خارجية
- صفحة الكلية على موقع الفيسبوك ولكن ليس رابط رسمي وانما صفحة تطوعية تم تصميمها من قبل طلاب في التقنية